# Anoectochilus chapaensis
Anoectochilus chapaensis är en orkidéart som beskrevs av François Gagnepain. Anoectochilus chapaensis ingår i släktet Anoectochilus och familjen orkidéer. Inga underarter finns listade i Catalogue of Life.